# Marco Jorio

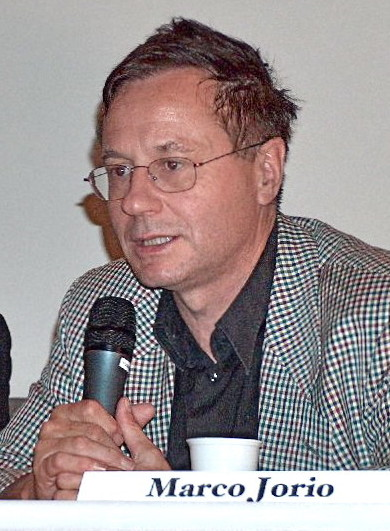
Marco Jorio (2007)

Marco Jorio (* 17. September 1951 in Goldau; heimatberechtigt in Bellinzona) ist ein Schweizer Historiker. Er war Chefredaktor des Historischen Lexikons der Schweiz (HLS) von 1988 bis 2014.

## Leben
Nach dem Besuch des Gymnasiums in Zug studierte Jorio in der Schweiz und in Frankreich Neuere Geschichte, Schweizergeschichte und französische Literatur an den Universitäten Freiburg und Poitiers und schloss 1976 mit dem Lizenziat ab. Von 1976 bis 1981 war er Assistent am Lehrstuhl für Neuere Geschichte der Universität Freiburg. 1981 wurde er promoviert mit einer Dissertation über das Ende des Fürstbistums Basel.
Marco Jorio war von 1982 bis 1986 Parteisekretär der CVP des Kantons Zürich und von 1992 bis 1994 Präsident der CVP der Stadt Bern. Seit 2014 vertritt er die Grünliberalen im Grossen Gemeinderat von Worb und ist dort zudem Mitglied der Geschäftsprüfungskommission.
Jorio ist verheiratet und hat drei erwachsene Kinder. Er wohnt im bernischen Rüfenacht.

### Lexikografische Tätigkeit
Nachdem er 1985 von der Schweizerischen Akademie der Geistes- und Sozialwissenschaften zum Leiter des Projekts für ein Historisches Lexikon der Schweiz ernannt worden war, übernahm er per 1. Januar 1988 die Stelle als Chefredaktor.
Neben seiner Leitungsfunktion verfasste er für das HLS über 70 Artikel, von Andiau, Konrad Karl Friedrich über die Geistige Landesverteidigung und den Wiener Kongress bis zu Züblin, Georg.
Im September 2014 äusserte er sich in der NZZ zur Zukunft von Nachschlagewerken: Angesichts der hegemonialen Stellung von Wikipedia hätten herkömmliche gedruckte Konversationslexika keine Chance mehr. Wikipedia benötige aber selber weiterhin zuverlässige Referenzwerke. Solche «zitierfähige, vertrauenswürdige ‹Referenzdatenbanken› erhalten nun die Chance, auf der Basis der neuesten wissenschaftlichen Forschung Themen kompetent zu vertiefen, ihre Artikel mit schriftlichen oder multimedialen Quellen zu unterlegen, Forschungsgeschichte und Forschungsdebatten nachzuzeichnen und umfangreiche (kommentierte oder unkommentierte) Bibliografien, Werk- und Bildverzeichnisse anzubieten.» Solche Nachschlagewerke würden aber keinen finanziellen Ertrag abwerfen. «Ohne öffentliche Gelder gibt es keine Nachschlagewerke mehr ausser Wikipedia.»
Nach dem Erscheinen des 13. und letzten Bandes des HLS im Oktober 2014 schied er per Ende Jahr aus dem HLS aus. Er ist seit 2013 Vorsitzender der Arbeitsgruppe des europäischen Biographie-Portals.

## Publikationen (Auswahl)
- Der Untergang des Fürstbistums Basel (1792–1815): Der Kampf der beiden letzten Fürstbischöfe Joseph Sigismund von Roggenbach und Franz Xaver von Neveu gegen die Säkularisation. Paulusdruckerei, Freiburg 1981 (= Dissertation, Universität Freiburg, 1981).
- «Eilet dann, o Söhne»: Beiträge zur zugerischen Militärgeschichte (= Beiträge zur Zuger Geschichte. Bd. 11). Hrsg. von der Offiziersgesellschaft des Kantons Zug. Kalt-Zehnder, Zug 1994, ISBN 3-85761-253-3.
- (Hrsg.) Die Schweiz und Europa: Aussenpolitik zur Zeit des Westfälischen Friedens. Chronos, Zürich 1999, ISBN 3-905313-14-6.
- (Hrsg. mit Cindy Eggs) Am Anfang ist das Wort. Lexika in der Schweiz. Hier + Jetzt, Baden 2008, ISBN 978-3-03919-098-0.
- (Hrsg. mit Bernd Roeck, Martina Stercken, François Walter, Thomas Manetsch) Schweizer Städtebilder : urbane Ikonographien (15.–20. Jahrhundert) = Portraits de villes suisses : iconographie urbaine (XVe–XXe siècle) = Vedute delle città svizzere : l’iconografia urbana (XV–XX secolo) / Red.: Julia Burckhardt Bild, Elodie Le Comte und Thomas Manetsch. Chronos, Zürich 2013, ISBN 978-3-0340-1085-6
- Die Schweiz und ihre Neutralität. Eine 400-jährige Geschichte. Hier + Jetzt, Zürich 2023, ISBN 978-3-03919-389-9.

## Ehrung
- Ehrendoktorwürde  (Dr. h. c.) der Philosophisch-Historischen Fakultät der Universität Bern, 2015.[6]